# 女処刑人
『女処刑人』（原題：Slip）は、アメリカ合衆国の映画作品。

## キャスト
| 役名     | 俳優               | 日本語吹替     |
| -------- | ------------------ | -------------- |
| サラ     | ジル・スモール     | サヘル・ローズ |
| キャル   | ドン・ターナー     | 福里達典       |
| トミー   | スカイ・ソレイユ   | 岩崎洋介       |
| パーネル | ロブ・フロイヤーズ | 小倉直寛       |
| トレ     | ホセア・シモンズ   | 大塚智則       |
| ジュリア | ステイシー・ペイジ | 志摩淳         |
| ディオン | ハジ・ゴライトリー | 安芸此葉       |
| 保安官   | マイケル・バリン   | 柴田秀勝       |

- その他の声の吹き替え：木場欣之／大矢盛嗣／太田佑介／三輪総一郎／森田了介／亀山敦弘／阿南智子／真一涼／西谷綾子／阿久津実希／三国扶美子／水野愛美